# الوأواء الدمشقي
أبو الفرج محمد بن أحمد العناني الغساني الدمشقي الملقب بالوأواء، شاعر عربي، فقد ترجم له ابن عساكر في جملة الدمشقيين، وقال الذهبي فيه: " هو من حسنات الشام، ليس للشاميين في وقته مثله.

## لقبــه
تتناقل المصادر التاريخية والأدبية خبراً روى الثعالبي في اليتيمة. أول من روى، نقلاً عن أبي بكر الخوارزمي أن لقب «الوأواء علق به لأنه كان منادياً في دار البطيخ بدمشق ينادي على الفواكه».
و قد ذكر القفطي نقلاً عن ابن عبد الرحيم في «طبقات الشعراء»: أن الوأواء كان في أول أمره أحد العامة، وكان جابياً في فندق، يتولى بيع الفاكهة، ويجتني أثمانها، ولم يكن من أهل الأدب، ولا ممن يعرف يقول الشعر.
وقال الباخرزي في دمية القصر: «وأما أبو الفرج فقد كان يسعى بالفواكه رائحاً وغادياً، ويتغنى عليها منادياً.»

## آخرون تلقبوا بالوأواء
هنالك رجل آخر لقب بالوأواء" كذلك، وعاش في القرن السادس للهجرة، وكنيته كذلك " أبو الفتوح " ولم تخبرنا المصادر عن سبب تسميته بالوأواء، بل اكتفت بذكر ترجمته "عبد القاهر بن عبد الله بن الحسين الحلبي النحوي، الشاعر أبو الفرج المعروف بالوأواء"
ذكر الصفدي أنه شرح ديوان المتنبي، ومات بحلب سنة 551 هـ. ونقل عنه السيوطي ذلك في بغية الوعاة وذكره كذلك حاجي خليفة بصدد ديوان المتنبي وشراحه وحدد وفاته 613 هـ.

## بعض من أشعاره
دواء قلبي في الهـوى دائـي 
أعيـا علاجـات الأطـبـاءِ
حويتُ أسقام الـورى مفرداً
وحازها النـاس بأسـمـاءِ
لو شئت أن أمشي لفرط الضنى..
مشيت من سقمي على المـاءِ
وقال أيضا:
أقلا عتابي قد مللـت مـن العتب
يطيعكما لفظي ويعصيكمـا قلبـي
لقد أخصبت في الخد مني مدامع
وقلبي من صبري على غاية الجدب
وقال في قصيدة له نسبت ليزيد بن معاوية:
نَالَتْ عَلَى يَدِهَا مَا لَمْ تَنَلْـهُ يَدِي
نَقْشاً على مِعْصَمٍ أَوْدَتْ بِهِ جَلَدِي
كَأنـَّهُ طَرْقُ نَمْـلٍ فِي أنَامِلِهَـا
أَوْ رَوْضَةٌ رَصَّعَتْهَا السُّحْبُ بالبَـرَدِ
وَقَـوْسُ حَاجِبُهَا مِنْ كُلّ ِنَاحِيَـةٍ
وَنَـبْلُ مُقْلَتِـهَا تَرْمِي بِهِ كَبِـدِي
أُنْسِيَّةٌ لَوْ رَأتْهَا الشَّمْسُ مَا طَلَعَتْ
مِنْ بَعْدِ رُؤيَتِـهَا يَوْماً عَلَى أَحَـدِ
سَأَلـتُهَا الوَصْلَ قَالَتْ لاتُغَـرَّ بِنَا
مَنْ رَامَ منَّا وِصَالاً مَاتَ بالكَـمَدِ
فَكَمْ قَتِيلٍ لَنَا بالحُبِّ مَاتَ جَـوَىَ
من الغَـرَامِ وَلَمْ يُبْـدِي وَلَمْ يَعِـدِ
فَقُلْتُ: أَسْتَغْفِـرَ الرَّحْمنَ مِنْ زَلَلٍ
إِنَ المُحِبَّ قَلِيلُ الصَّـبْرَ وَالجَـلَدِ
قَدْخَلَّفَتْـنِي طَرِيـحاً وَهي قَائِلَه
تَأَمَّـلُوا كَيْفَ فَعَلَ الظَبْيِ بالأَسَـدِ
فَقَالَ: خَلَّفْتُـهُ لَوْ مَاتَ مِنْ ظَمَأٍ
وَقُلْتِ: قِفْ عَنْ وَرُودِ المَاءِ لَمْ يَرِدِ
وَاسْتَرْجَعَتْ سَألَتْ عَنِّي فَقِيْلَ لَهَا
مَا فِيهِ مِنْ رَمَـقٍ، دَقَّتْ يَدَّاً بِيَـدِ
وَأَمْطَرَتْ لُؤلُؤاً منْ نَرْجِسٍ وَسَقَتْ
وَرْداً وَعَضَّتْ عَلَى العنَّابِ بِالبَـرَدِ
وَأَنْشَـدَتْ بِلِسَانِ الحَالِ قَائِلَـةً
مِنْ غَيْرِ كَرْهٍ وَلاَ مَطْـلٍ وَلاَ مَـدَدِ
وَاللّهِ مَا حَزِنَتْ أُخْـتٌ لِفَقْدِ أَخٍ
حُـزْنِي عَلَيْـهِ وَلاَ أُمٍّ عَلَى وَلَـدِ
إِنْ يَحْسِدُونِي عَلَى مَوْتِي فَوَا أَسَفِي
حَتَّى عَلَى المَوتِ لاَ أَخْلُو مِنَ الحَسَدِ